# Джовинацци, Антонио
Анто́нио Мари́я Джовина́цци (итал. Antonio Maria Giovinazzi, 14 декабря 1993, Мартина-Франка) — итальянский автогонщик, вице-чемпион серии GP2 (2016), резервный пилот Ferrari. Победитель гонки «24 часа Ле-Мана» (2023). На Гран-при Австралии 2017 года дебютировал в Формуле-1 в составе команды Sauber, заменив в её составе Паскаля Верляйна. В 2018 установил рекорд прохождения круга на трассе Хунгароринг во время тестов на Ferrari SF71H. На следующий день его время было улучшено участником молодёжной программы Mercedes Джорджем Расселлом на болиде Mercedes W09 EQ Power+.
В сентябре 2018 г. было объявлено, что в сезоне-2019 Джовинацци станет напарником Кими Райкконена в команде «Формулы-1» Sauber Alfa Romeo.

## Карьера
Картинг
Он участвовал в картинге с 2006 по 2012 года и выиграл Italian National Trophy 60cc и Euro Trophy 60, оба в 2006-м.

### Formula Pilota China
Джовинацци начал свою одноместную карьеру с Formula Pilota China в 2012. Он закончил её как чемпион в дебютном своем сезоне, с общим числом в шесть побед. Также, Антонио пилотировал за команду BVM в последних этапах сезона 2012 Formula Abarth в Монце. Несмотря на то, что он закончил на втором месте и выиграл две гонки, Джовинацци не получил никаких очков, так как являлся приглашенным гонщиком.

### FIA Formula 3 European Championship
В 2013-м он принял участие в FIA Formula 3 European Championship, выступая за команду Double R Racing. Свои первые очки он набрал на трассе Брэндс-Хэтч после того, как закончил на 11-м и 9-м месте в 2/3 гонок. В 2014-м он подписал контракт с Carlin, чтобы участвовать в сезоне 2014 FIA Formula 3 European Championship.

### British Formula 3 Championship
Он также участвовал в сезоне 2013-го British Formula 3 вместе с Шоном Гелаэлем. Он выиграл в Сильверстоуне .

### Masters of Formula 3
Он дебютировал в 2013-м году, 7 июля, придя к финишу 10-м.

### Серия GP2
Джовинацци начал серию гонок с командой Prema Powerteam на 2016-й сезон, наряду с Пьером Гасли.
После неудачного старта и окончания внеочковой зоны, Джовинацци победил в обеих гонках в Баку, став первым гонщиком, кто сделал «дубль» со времен Давиде Вальсекки.
Джовинацци завоевал поул-позицию в Спа и выиграл Sprint Race. В Монце он взял поул-позицию, но был дисквалифицирован за технические нарушения. Несмотря на старт с конца решетки, он выиграл субботнюю гонку после того, как на трассу выехала машина безопасности, что помогло Антонио.
Джовинацци лидировал на Гран-при Сепанг, обойдя Сергея Сироткина. Однако победа Пьера Гасли в Абу-Даби в субботней гонке дала ему преимущество в 12 очков в финальной гонке. Джовинацци окончил гонку впереди Гасли, однако первым пришёл Алекс Линн, но после неудачного старта ему не удалось сократить разрыв в 12 очков, и Гасли выиграл чемпионат с преимуществом в 8 очков.
Если бы Джовинацци выиграл чемпионат, он стал бы первым новичком-чемпионом после Нико Хюлькенберга в 2009-ом. Также он был бы последним чемпионом серии GP2, так как с 2017-го года серия называется ФИА Формула-2.

### Формула-1
В сентябре 2016-го стало известно, что Джовинацци будет работать на симуляторах Scuderia Ferrari. В декабре Джовинацци утвердили как третьего гонщика Феррари. Он принимал участие в пре-сезонных тестингах команды Sauber 2017-го сезона. Во время Гран-при Австралии Джовинацци заменил Паскаля Верляйна, который был не в форме принимать участие, из-за отсутствия достаточных тренировок после его аварии на Гонке Чемпионов (Race of Champions) 2017-го. Джовинацци закончил на 12-м месте свою первую гонку. Его участие означало, что он был первым итальянским гонщиком, кто принял участие в Формуле-1 со времен Ярно Трулли и Витантонио Льюцци на Гран-при Бразилии 2011-го. Sauber сообщили, что Джовинацци вновь заменит Верляйна на Гран-при Китая 2017, где он разбил машину и во время квалификации, и во время гонки. Джовинацци также принимал участие во многих свободных заездах на протяжении сезонов 2017-2018. Его партнёром в команде Sauber в сезоне 2019 стал Кими Райкконен.
В первой половине сезона Антонио выступал существенно хуже напарника. Если Райкконен из первых десяти гонок закончил в очках семь, то Джовинацци лишь раз смог заработать одно очко, в Австрии. В дальнейшем стало чуть лучше — удалось ещё дважды заработать очки за 9-е и 10-е места, тогда как Кими ещё лишь раз финишировал в очках, но все равно, разница оказалась весьма велика — 4 очка против 31. Тем не менее, руководство команды, очевидно, осталось довольно выступлениями итальянца и после Гран-при США объявило о продлении контракта с ним ещё на год.
17 ноября 2019 в Бразилии Джовинацци финишировал на 6-м месте, которое после штрафа Льюиса Хэмилтона превратилось в 5-е.

#### 2020
Джовинацци и Райкконен остались в Альфа Ромео на сезон 2020 года.
Джовинацци набрал очки в первой гонке сезона на Гран-при Австрии, квалифицировавшись на 18 месте, но финишировав девятым после того, как девять других болидов сошли с дистанции.
На 11-м круге Гран-при Бельгии Джовинацци потерял управление и разбил болид в 14-м повороте.
На Гран-при Тосканы он попал в аварию на высокой скорости во время рестарта под автомобилем безопасности, в результате которой четыре болида сошли с дистанции.
Два финиша в очках пришлись на Гран-при Айфеля, где Джовинацци финишировал на десятом месте, и на Гран-при Эмилии-Романьи, где он снова занял десятое место после старта с последнего места.
На Гран-при Турции Джовинацци вышел в третью квалификационную сессию впервые с Гран-при Австрии 2019 года, квалифицировавшись по итогу на десятом месте. В гонке он сошел с дистанции из-за проблем с коробкой передач.
Джовинацци закончил сезон на 17-м месте в зачете пилотов. Он набрал четыре очка, столько же, сколько и напарник по команде Кими Райкконен, однако Райкконен оказался выше Джовинацци за счет большего количества финишей на девятом месте.

#### 2021
Джовинацци и Райкконен остались в команде Альфа Ромео на сезон 2021 года. Джовинацци квалифицировался 10-м на Гран-при Монако, что стало его первым участием в третьем сегменте квалификации в том сезоне. Он закончил гонку на 10-м месте, заработав первое очко для Альфа Ромео в сезоне. После этого он занял 11-е место на Гран-при Азербайджана.
Джовинацци покинул Альфа Ромео в конце сезона 2021 года и стал резервным пилотом Феррари. В рамках своего контракта он также является резервным гонщиком в Альфа Ромео и Хаас.

#### Тесты с Ferrari и Alpine, свободные практики с Haas (2022)
В августе 2022 года стало известно, что Джовинацци будет тест-пилотом Хаас в 2022 году и примет участие в свободных практиках на Гран-при Италии и США.
В сентябре 2022 года Джовинацци принял участие в гоночных тестах на трассе Фьорано за рулем Ferrari SF21 вместе с Робертом Шварцманом.
Антонио Джовинацци также примет участие в тестовой сессии Альпин на Хунгароринге в конце сентября, вместе с Ником де Врисом и Джеком Дуэйном.

### Формула-Е
Антонио Джовинацци подписал контракт с Dragon Penske Autosport на участие в чемпионате мира Формулы-E в сезоне 2021/2022. Джовинацци занял 23-е место в чемпионате, не набрав ни одного очка, став, таким образом, единственным гонщиком, не набравшим очков.

## Результаты выступлений

### Общая статистика
| Сезон      | Серия                           | Команда                   | Гонки                 | Победы                | Поулы                 | Б/Круги               | Подиумы               | Очки                  | Место                 |
| ---------- | ------------------------------- | ------------------------- | --------------------- | --------------------- | --------------------- | --------------------- | --------------------- | --------------------- | --------------------- |
| 2012       | Китайская Формула-Pilota        | Eurasia Motorsport        | 18                    | 6                     | 7                     | 6                     | 13                    | 229                   | 1                     |
| 2012       | Формула-Абарт                   | BVM                       | 3                     | 2                     | 0                     | 0                     | 3                     | 0                     | НКЛ†                  |
| 2013       | Чемпионат Европы Формулы-3      | Double R Racing           | 30                    | 0                     | 0                     | 0                     | 0                     | 31                    | 17                    |
| 2013       | Британская Формула-3            | Double R Racing           | 12                    | 2                     | 0                     | 0                     | 7                     | 135                   | 2                     |
| 2013       | Формула-3 Мастерс               | Double R Racing           | 1                     | 0                     | 0                     | 0                     | 0                     | —                     | 10                    |
| 2014       | Чемпионат Европы Формулы-3      | Jagonya Ayam with Carlin  | 33                    | 2                     | 2                     | 3                     | 7                     | 238                   | 6                     |
| 2015       | Чемпионат Европы Формулы-3      | Jagonya Ayam with Carlin  | 33                    | 6                     | 4                     | 4                     | 20                    | 412.5                 | 2                     |
| 2015       | Формула-3 Мастерс               | Jagonya Ayam with Carlin  | 1                     | 1                     | 1                     | 1                     | 1                     | —                     | 1                     |
| 2015       | Гран-при Макао                  | Jagonya Ayam with Carlin  | 1                     | 0                     | 0                     | 0                     | 0                     | —                     | 4                     |
| 2015       | DTM                             | Audi Sport Team Phoenix   | 2                     | 0                     | 0                     | 0                     | 0                     | 0                     | 25                    |
| 2015–16    | Азиатская серия Ле-Ман — LMP2   | Jagonya Ayam with Eurasia | 2                     | 2                     | 1                     | 0                     | 2                     | 51                    | 3                     |
| 2016       | GP2                             | Prema Racing              | 22                    | 5                     | 2                     | 2                     | 8                     | 211                   | 2                     |
| 2016       | Европейская серия Ле-Ман — LMP2 | SMP Racing                | 1                     | 0                     | 0                     | 0                     | 0                     | 10                    | 24                    |
| 2016       | FIA WEC — LMP2                  | Extreme Speed Motorsport  | 2                     | 0                     | 0                     | 0                     | 1                     | 30                    | 20                    |
| 2017       | Формула-1                       | Sauber F1 Team            | 2                     | 0                     | 0                     | 0                     | 0                     | 0                     | 22                    |
| 2017       | Формула-1                       | Scuderia Ferrari          | Резервный гонщик      | Резервный гонщик      | Резервный гонщик      | Резервный гонщик      | Резервный гонщик      | Резервный гонщик      | Резервный гонщик      |
| 2017       | Формула-1                       | Haas F1 Team              | Третий пилот          | Третий пилот          | Третий пилот          | Третий пилот          | Третий пилот          | Третий пилот          | Третий пилот          |
| 2018       | 24 часа Ле-Мана — LMGTE Pro     | AF Corse                  | 1                     | 0                     | 0                     | 0                     | 0                     | —                     | 5                     |
| 2018       | Формула-1                       | Scuderia Ferrari          | Тест/Резервный гонщик | Тест/Резервный гонщик | Тест/Резервный гонщик | Тест/Резервный гонщик | Тест/Резервный гонщик | Тест/Резервный гонщик | Тест/Резервный гонщик |
| 2018       | Формула-1                       | Alfa Romeo Sauber F1 Team | Тест/Резервный гонщик | Тест/Резервный гонщик | Тест/Резервный гонщик | Тест/Резервный гонщик | Тест/Резервный гонщик | Тест/Резервный гонщик | Тест/Резервный гонщик |
| 2019       | Формула-1                       | Alfa Romeo Racing         | 21                    | 0                     | 0                     | 0                     | 0                     | 14                    | 17                    |
| 2019       | Формула-1                       | Scuderia Ferrari          | Резервный гонщик      | Резервный гонщик      | Резервный гонщик      | Резервный гонщик      | Резервный гонщик      | Резервный гонщик      | Резервный гонщик      |
| 2020       | Формула-1                       | Alfa Romeo Racing ORLEN   | 17                    | 0                     | 0                     | 0                     | 0                     | 4                     | 17                    |
| 2020       | Формула-1                       | Scuderia Ferrari          | Резервный гонщик      | Резервный гонщик      | Резервный гонщик      | Резервный гонщик      | Резервный гонщик      | Резервный гонщик      | Резервный гонщик      |
| 2021       | Формула-1                       | Alfa Romeo Racing ORLEN   | 22                    | 0                     | 0                     | 0                     | 0                     | 3                     | 18                    |
| 2021       | Формула-1                       | Scuderia Ferrari          | Резервный гонщик      | Резервный гонщик      | Резервный гонщик      | Резервный гонщик      | Резервный гонщик      | Резервный гонщик      | Резервный гонщик      |
| 2021–22    | Формула-E                       | Dragon / Penske Autosport | 15                    | 0                     | 0                     | 0                     | 0                     | 0                     | 23                    |
| 2022       | Формула-1                       | Scuderia Ferrari          | Резервный гонщик      | Резервный гонщик      | Резервный гонщик      | Резервный гонщик      | Резервный гонщик      | Резервный гонщик      | Резервный гонщик      |
| 2022       | Формула-1                       | Alfa Romeo F1 Team ORLEN  | Резервный гонщик      | Резервный гонщик      | Резервный гонщик      | Резервный гонщик      | Резервный гонщик      | Резервный гонщик      | Резервный гонщик      |
| 2022       | Формула-1                       | Haas F1 Team              | Резервный гонщик      | Резервный гонщик      | Резервный гонщик      | Резервный гонщик      | Резервный гонщик      | Резервный гонщик      | Резервный гонщик      |
| 2023       | FIA WEC — Hypercar              | Ferrari AF Corse          | 7                     | 1                     | 0                     | 0                     | 2                     | 114                   | 4                     |
| 2023       | 24 часа Ле-Мана — Hypercar      | Ferrari AF Corse          | 1                     | 1                     | 0                     | 0                     | 1                     | —                     | 1                     |
| 2023       | Формула-1                       | Scuderia Ferrari          | Резервный гонщик      | Резервный гонщик      | Резервный гонщик      | Резервный гонщик      | Резервный гонщик      | Резервный гонщик      | Резервный гонщик      |
| 2024       | FIA WEC — Hypercar              | Ferrari AF Corse          |                       |                       |                       |                       |                       |                       |                       |
| Источники: |                                 |                           |                       |                       |                       |                       |                       |                       |                       |

† — Поскольку Джовинацци был приглашенным гонщиком, он не мог получать очки.

### GP2
| Сезон | Команда      | 1          | 2            | 3          | 4          | 5         | 6         | 7            | 8         | 9         | 10        | 11        | 12         | 13        | 14           | 15        | 16        | 17        | 18        | 19        | 20        | 21        | 22        | Место | Очки |
| ----- | ------------ | ---------- | ------------ | ---------- | ---------- | --------- | --------- | ------------ | --------- | --------- | --------- | --------- | ---------- | --------- | ------------ | --------- | --------- | --------- | --------- | --------- | --------- | --------- | --------- | ----- | ---- |
| 2016  | Prema Racing | КАТ ОСН 18 | КАТ СПР Сход | МОН ОСН 11 | МОН СПР 18 | БАК ОСН 1 | БАК СПР 1 | РБР ОСН Сход | РБР СПР 5 | СИЛ ОСН 2 | СИЛ СПР 4 | ХУН ОСН 2 | ХУН СПР 17 | ХОК ОСН 8 | ХОК СПР Сход | СПА ОСН 6 | СПА СПР 1 | МНЦ ОСН 1 | МНЦ СПР 3 | СЕП ОСН 1 | СЕП СПР 4 | ЯСМ ОСН 5 | ЯСМ СПР 6 | 2     | 211  |

### Формула-1
| Сезон | Команда           | Шасси                 | Двигатель             | Ш | 1      | 2        | 3      | 4      | 5      | 6      | 7        | 8      | 9        | 10       | 11     | 12     | 13     | 14     | 15     | 16     | 17     | 18     | 19     | 20     | 21     | 22       | Место | Очки |
| ----- | ----------------- | --------------------- | --------------------- | - | ------ | -------- | ------ | ------ | ------ | ------ | -------- | ------ | -------- | -------- | ------ | ------ | ------ | ------ | ------ | ------ | ------ | ------ | ------ | ------ | ------ | -------- | ----- | ---- |
| 2017  | Sauber F1 Team    | Sauber C36            | Ferrari 061 1,6 V6T   | P | АВС 12 | КИТ Сход | БАХ    | РОС    | ИСП    | МОН    | КАН      | АЗЕ    | АВТ      | ВЕЛ      | ВЕН    | БЕЛ    | ИТА    | СИН    | МАЛ    | ЯПО    | США    | МЕК    | БРА    | АБУ    |        |          | 22    | 0    |
| 2019  | Alfa Romeo Racing | Alfa Romeo C38        | Ferrari 064 1,6 V6T   | P | АВС 15 | БАХ 11   | КИТ 15 | АЗЕ 12 | ИСП 16 | МОН 19 | КАН 13   | ФРА 16 | АВТ 10   | ВЕЛ Сход | ГЕР 13 | ВЕН 18 | БЕЛ 18 | ИТА 9  | СИН 10 | РОС 15 | ЯПО 14 | МЕК 14 | США 14 | БРА 5  | АБУ 16 |          | 17    | 14   |
| 2020  | Alfa Romeo Racing | Alfa Romeo Racing C39 | Ferrari 065 1,6 V6T   | P | АВТ 9  | ШТИ 14   | ВЕН 17 | ВЕЛ 14 | 70Л 17 | ИСП 16 | БЕЛ Сход | ИТА 16 | ТОС Сход | РОС 11   | АЙФ 10 | ПОР 15 | ЭМИ 10 | ТУР 16 | БАХ 16 | САХ 13 | АБУ 16 |        |        |        |        |          | 17    | 4    |
| 2021  | Alfa Romeo Racing | Alfa Romeo Racing C41 | Ferrari 065/6 1,6 V6T | P | БАХ 12 | ЭМИ 14   | ПОР 12 | ИСП 15 | МОН 10 | АЗЕ 11 | ФРА 15   | ШТИ 15 | АВТ 14   | ВЕЛ 13   | ВЕН 13 | БЕЛ 13 | НИД 14 | ИТА 13 | РОС 16 | ТУР 11 | США 11 | МЕХ 11 | САП 14 | КАТ 15 | САУ 9  | АБУ Сход | 18    | 3    |

### Формула-E
| Сезон   | Команда                   | Шасси Силовая установка  | 1      | 2      | 3        | 4      | 5        | 6      | 7      | 8      | 9        | 10     | 11       | 12       | 13       | 14       | 15       | 16    | Место | Очки |
| ------- | ------------------------- | ------------------------ | ------ | ------ | -------- | ------ | -------- | ------ | ------ | ------ | -------- | ------ | -------- | -------- | -------- | -------- | -------- | ----- | ----- | ---- |
| 2021–22 | Dragon / Penske Autosport | Spark SRT05e Penske EV-5 | ДИР 20 | ДИР 20 | МЕХ Сход | РИМ 18 | РИМ Сход | МОН 16 | БЕР 20 | БЕР 22 | ДЖА Сход | МАР 19 | НЙК Сход | НЙК Сход | ЛОН Сход | ЛОН Сход | СЕУ Сход | СЕУ Т | 23    | 0    |

### FIA WEC
| Сезон | Команда                   | Класс    | Машина       | 1     | 2     | 3     | 4     | 5     | 6     | 7     | 8     | 9   | Место | Очки |
| ----- | ------------------------- | -------- | ------------ | ----- | ----- | ----- | ----- | ----- | ----- | ----- | ----- | --- | ----- | ---- |
| 2016  | Extreme Speed Motorsports | LMP2     | Ligier JS P2 | СИЛ   | СПА   | ЛМН   | НЮР   | МЕХ   | США   | ФУД 4 | ШАН 2 | БАХ | 20    | 30   |
| 2023  | Ferrari AF Corse          | Hypercar | Ferrari 499P | СЕБ 7 | ПОР 6 | СПА 3 | ЛМН 1 | МОН 5 | ФУД 5 | БАХ 6 |       |     | 4     | 114  |
| 2024  | Ferrari AF Corse          | Hypercar | Ferrari 499P | КАТ   | ИМО   | СПА   | ЛМН   | САП   | США   | ФУД   | БАХ   |     |       |      |

### 24 часа Ле-Мана
| Год  | Команда          | Напарники                           | Машина              | Класс    | Круги | ОП | КП |
| ---- | ---------------- | ----------------------------------- | ------------------- | -------- | ----- | -- | -- |
| 2018 | AF Corse         | Тони Виландер Пипо Дерани           | Ferrari 488 GTE Evo | GTE Pro  | 341   | 20 | 5  |
| 2023 | Ferrari AF Corse | Джеймс Каладо Алессандро Пьер Гвиди | Ferrari 499P        | Hypercar | 342   | 1  | 1  |